# Juha-Pekka Haataja
Juha-Pekka Haataja (* 31. Oktober 1982 in Oulu) ist ein finnischer Eishockeyspieler, der seit Mai 2018 erneut bei KooKoo in der finnischen Liiga unter Vertrag steht.

## Karriere
Juha-Pekka Haataja begann seine Karriere als Eishockeyspieler bei Kärpät Oulu, für die er in der Saison 2001/02 sein Debüt in der SM-liiga gab, als er in der Hauptrunde in 15 Spielen vier Tore erzielte. Zudem kam er in vier Playoff-Partien zum Einsatz. Zuvor war er bereits im Nachwuchsbereich für Kärpät aktiv gewesen, mit denen er 2004 und 2005 jeweils Finnischer Meister wurde. Des Weiteren wurde Haataja mit Kärpät 2003 Vizemeister und erreichte mit seinem Team 2005 und 2006 jeweils das Finale um den IIHF European Champions Cup, in dem er mit Kärpät den beiden russischen Vertretern HK Awangard Omsk und HK Dynamo Moskau unterlag. Vor der Saison 2006/07 erhielt Haataja einen Vertrag bei Lukko Rauma, wo er bis 2009 aktiv war. 2009 wechselte er innerhalb der SM-liiga zum Helsingfors IFK, mit dem er 2011 die finnische Meisterschaft gewann.
Nach fünf Jahren kehrte Haataja zur Saison 2011/12 zu seinem Heimatverein Kärpät Oulu zurück und erhielt am Ende der Saison 2012/13 aufgrund herausragender persönlicher Leistungen die Aarne-Honkavaara-Trophäe und Veli-Pekka-Ketola-Trophäe sowie die Wahl ins All-Star-Team der SM-liiga. Aufgrund dieser Erfolge wurden einige KHL-Klubs auf Haataja aufmerksam und er unterschrieb im Mai 2013 einen Vertrag bei Atlant Moskowskaja Oblast aus der Kontinentalen Hockey-Liga. Dort konnte sich Haataja nicht durchsetzen und kehrte nach einem Jahr im Sommer 2014 zu Kärpät Oulu zurück, bevor er während der laufenden Saison im Januar 2015 zu MODO Hockey in die Svenska Hockeyligan wechselte. Ab Oktober 2015 spielte der Angreifer erneut in Finnland und stand bei KooKoo unter Vertrag.

## Erfolge und Auszeichnungen
- 2003 Finnischer Vizemeister mit Kärpät Oulu
- 2004 Finnischer Meister mit Kärpät Oulu
- 2005 Finnischer Meister mit Kärpät Oulu
- 2005 2. Platz beim IIHF European Champions Cup mit Kärpät Oulu
- 2006 2. Platz beim IIHF European Champions Cup mit Kärpät Oulu
- 2011 Finnischer Meister mit Helsingfors IFK
- 2013 SM-liiga All-Star-Team
- 2013 Aarne-Honkavaara-Trophäe
- 2013 Veli-Pekka-Ketola-Trophäe

## Karrierestatistik
(Legende zur Spielerstatistik: Sp oder GP = absolvierte Spiele; T oder G = erzielte Tore; V oder A = erzielte Assists; Pkt oder Pts = erzielte Scorerpunkte; SM oder PIM = erhaltene Strafminuten; +/− = Plus/Minus-Bilanz; PP = erzielte Überzahltore; SH = erzielte Unterzahltore; GW = erzielte Siegtore; 1 Play-downs/Relegation; Kursiv: Statistik nicht vollständig)